# چمن متحرک چملی
چملی گول (به معنی برکه‌ای که در وسط آن جزیره‌ای از چمن می‌باشد)، با نام رسمی چمن متحرک در نزدیکی روستای بدرلو تکاب قرار دارد

## موقعیت جغرافیایی
این چمن در ۱۵ کیلومتری شهر تاریخی تکاب در استان آذربایجان غربی ایران است. و در سر راه تکاب به یولقون‌آغاج و نهایتاً به تخت سلیمان می‌رسد می‌باشد.
چمن متحرک که در زبان محلی به "چملی" یا "چملی‌گل" معروف است یکی از آثار طبیعی شگفت‌انگیز  تکاب  به‌شمار می‌رود. که شامل یک منطقه باتلاقی بوده و در وسط و اطراف آن چمنزارها و نیزارهای بلندی رشد نموده‌است که ارتفاعشان به دومتر هم می‌رسد.
این چمن به صورت جزیره‌ای متحرک با مساحت هشتاد متر مربع بر روی دریاچه‌ای کوچک خودنمایی می‌کند که با وزش باد و جریان هوا یا تکان خاصی به جهات مختلف تغییر مسیرداده وحرکت می‌کند و همین امرموجب منحصر به‌فرد شدن این جاذبه طبیعی شده‌است.
کل مساحت این برکه عجیب  به وسعت یک هکتار است در میان دره‌ای عمیق قرار گرفته که نیزارها، چمن سر سبزدرختان بلند و گلهای زیبا اطراف آن جلوه‌ای خاص و طبیعی و زیبا به آن بخشیده‌است.
- چمن به صورت معلق و شناور در وسط این برکه قرار گرفته و دارای پوشش گیاهی کاملاً مطلوب و مناسب است و حتی در فصل زمستان و سرمای هوا نیز چمن آن سبزی خود را از دست نمی‌دهد

قطعه چمن متحرک به صورت یک نیم قوس کمانی که از پیرامون برکه جداست هنگام حرکت جاذبهٔ فوق العاده‌ای را ایجاد می‌نماید و از این لحاظ یکی از مناطق مهم طبیعی و گردش‌گری آذربایجان غربی محسوب می‌شود.
عمق این برکه زیاد بوده و ماهی و مرغابی‌های وحشی در اطراف این چمنزار جلوه و زیبایی خاصی را پدید می‌آورد.
ازعلت حرکت و شناور بودن این چمن شگفت انگیز اطلاعی دقیق در دست نیست اما برخی کارشناسان علت آن را منطبق و متناسب با حرکت وضعی زمین و عده‌ای دیگر ناشی از عوامل طبیعی و وزش باد می‌دانند.